# 2017-es FIFA-klubvilágbajnokság-döntő
A 2017-es FIFA-klubvilágbajnokság-döntőjét december 16-án a játszotta a 2016–2017-es UEFA-bajnokok ligája győztese, a spanyol Real Madrid és a 2017-es Copa Libertadores győztese, a brazil Grêmio. A helyszín Abu-Dzabi, a  Városi Sportstadion volt. A kupát a Real Madrid nyerte Cristiano Ronaldo góljával, megvédve ezzel egy évvel korábban szerzett címét. A mérkőzés legjobbja Ronaldo lett.

## Út a döntőbe
| Real Madrid                                          | Real Madrid                                          | Csapat                          | Grêmio                               | Grêmio                               |
| ---------------------------------------------------- | ---------------------------------------------------- | ------------------------------- | ------------------------------------ | ------------------------------------ |
| UEFA                                                 | UEFA                                                 | Konföderáció                    | CONMEBOL                             | CONMEBOL                             |
| A 2016–2017-es UEFA-bajnokok ligája sorozat győztese | A 2016–2017-es UEFA-bajnokok ligája sorozat győztese | Kvalifikáció                    | A 2017-es Copa Libertadores győztese | A 2017-es Copa Libertadores győztese |
| Ellenfél                                             | Végeredmény                                          | 2017-es FIFA-klubvilágbajnokság | Ellenfél                             | Végeredmény                          |
| Al-Dzsazira                                          | 2–1                                                  | Elődöntő                        | Pachuca                              | 1–0 (h.u.)                           |

## A mérkőzés
| 2017. december 16. 21:00 |

| Real Madrid | 1–0               | Grêmio |
| ----------- | ----------------- | ------ |
| Ronaldo 53' | (0–0) Jegyzőkönyv |        |

| Városi Sportstadion, Abu-Dzabi Nézőszám: 41,094 Játékvezető: César Arturo Ramos (mexikói) |

| Real Madrid | Grêmio |

| GK              | 1  | Keylor Navas      |     |     |
| RB              | 2  | Daniel Carvajal   |     |     |
| CB              | 5  | Raphaël Varane    |     |     |
| CB              | 4  | Sergio Ramos (c)  |     |     |
| LB              | 12 | Marcelo           |     |     |
| CM              | 10 | Luka Modrić       |     |     |
| CM              | 14 | Casemiro          | 27' |     |
| CM              | 8  | Toni Kroos        |     |     |
| RW              | 22 | Isco              |     | 73' |
| LW              | 7  | Cristiano Ronaldo |     |     |
| CF              | 9  | Karim Benzema     |     | 79' |
| Cserék:         |    |                   |     |     |
| GK              | 13 | Kiko Casilla      |     |     |
| GK              | 35 | Moha Ramos        |     |     |
| DF              | 3  | Jesús Vallejo     |     |     |
| DF              | 6  | Nacho             |     |     |
| DF              | 15 | Theo Hernández    |     |     |
| DF              | 19 | Achraf Hakimi     |     |     |
| MF              | 18 | Marcos Llorente   |     |     |
| MF              | 20 | Marco Asensio     |     |     |
| MF              | 23 | Mateo Kovačić     |     |     |
| MF              | 24 | Dani Ceballos     |     |     |
| FW              | 11 | Gareth Bale       |     | 79' |
| FW              | 17 | Lucas Vázquez     |     | 73' |
| FW              | 21 | Borja Mayoral     |     |     |
| Vezetőedző:     |    |                   |     |     |
| Zinédine Zidane |    |                   |     |     |

| GK                | 1  | Marcelo Grohe     |  |     |
| RB                | 2  | Edílson           |  |     |
| CB                | 3  | Pedro Geromel (c) |  |     |
| CB                | 4  | Walter Kannemann  |  |     |
| LB                | 12 | Bruno Cortez      |  |     |
| CM                | 5  | Michel            |  | 84' |
| CM                | 25 | Jailson           |  |     |
| RW                | 17 | Ramiro            |  | 71' |
| AM                | 7  | Luan              |  |     |
| LW                | 21 | Fernandinho       |  |     |
| CF                | 18 | Lucas Barrios     |  | 63' |
| Cserék:           |    |                   |  |     |
| GK                | 30 | Bruno Grassi      |  |     |
| GK                | 48 | Paulo Victor      |  |     |
| DF                | 6  | Leonardo Gomes    |  |     |
| DF                | 14 | Bruno Rodrigo     |  |     |
| DF                | 15 | Rafael Thyere     |  |     |
| DF                | 22 | Bressan           |  |     |
| DF                | 26 | Marcelo Oliveira  |  |     |
| DF                | 88 | Léo Moura         |  |     |
| MF                | 8  | Maicon            |  | 84' |
| MF                | 28 | Kaio              |  |     |
| FW                | 9  | Jael              |  | 63' |
| FW                | 11 | Éverton           |  | 71' |
| Vezetőedző:       |    |                   |  |     |
| Renato Portaluppi |    |                   |  |     |

| A mérkőzés legjobbja: Cristiano Ronaldo (Real Madrid) Asszisztensek: Marvin Torrentera (mexikói) Miguel Ángel Hernánde (mexikói)) Vonalbíró: Ravshan Ermatov (üzbég) Negyedik és ötödik játékvezető: Mark Geiger (amerikai) Jakhongir Saidov (üzbég) Videóbíróért felelős játékvezető: Felix Zwayer (német) | Szabályok - 90 perc játékidő. - 30 perces ráadás döntetlen esetén. - Tizenegyesek döntetlen esetén. - Tizenkét nevezhető cserejátékos. - Maximum három bevethető csere, hosszabbítás esetén plusz egy. |